# Sport Club Thunerstern
Le Sport Club Thunerstern est un club de rink hockey de la ville de  Thoune (Suisse) fondé en 1959.

## Palmarès
- 8 Ligues suisses (1979-80, 1987-88, 1988-89, 1989-90, 1990-91, 1993-94, 2000-01, 2004-05)
- 7 Coupes suisses (1986, 1989, 1994, 1997, 1998, 2001, 2006)
- Finaliste de la Coupe d'Europe des vainqueurs de coupe (1992-93)[1]

### Source de la traduction
- (ca) Cet article est partiellement ou en totalité issu de l’article de Wikipédia en catalan intitulé « Sport Club Thunerstern » (voir la liste des auteurs).